# Grab (powiat pleszewski)
Grab – wieś w Polsce położona w województwie wielkopolskim, w powiecie pleszewskim, w gminie Czermin.
W latach 1975–1998 miejscowość administracyjnie należała do województwa kaliskiego.

## Zabytki
- Klasycystyczny, piętrowy pałac wybudowany na planie prostokąta (główny budynek), kryty wysokim dachem czterospadowym. Od frontu portyk z czterema kolumnami korynckimi potrzymującymi fronton z pustymi tarczami herbowymi w ozdobnym kartuszu. Po prawej stronie dobudowana trzykondygnacyjna, czworoboczna wieża[3].